# Tenterden, Kent
Tenterden är en småstad och civil parish i grevskapet Kent i sydöstra England. Staden ligger i distriktet Ashford, cirka 15,5 kilometer sydväst om Ashford. Tätorten (built-up area) hade 7 764 invånare vid folkräkningen år 2021.